# 黒沢台
黒沢台（くろさわだい）は、愛知県名古屋市緑区の町名。現行行政地名は黒沢台一丁目から黒沢台五丁目。住居表示未実施。

## 地理
名古屋市緑区北東部に位置し、東は元徳重一～二丁目・鳴海町・天白区高島一～二丁目、西は梅里二丁目・桃山三丁目、南は乗鞍一丁目、北は天白区高島一丁目に接する。

## 歴史

### 町名の由来
鳴海町字黒石・神沢から1字ずつ採ったものである。

### 沿革
- 1976年（昭和51年）7月20日 - 特別養護老人ホーム黒石荘が開業[4]。
- 1982年（昭和57年）
  - 5月15日 - 緑区鳴海町の一部より、同区黒沢台五丁目が成立[1]。
  - 9月5日 - 鳴海町の一部より、黒沢台一～三丁目が成立[1]。
- 1986年（昭和61年）12月14日 - 鳴海町の一部より、黒沢台四丁目が成立。鳴海町の一部を三・五丁目へ編入[1]。
- 1993年（平成5年）11月2日 - 緑区鳴海町字黒石の一部が黒沢台一丁目に編入される[5]。

## 世帯数と人口
2019年（平成31年）3月1日現在の世帯数と人口は以下の通りである。
| 丁目         | 世帯数    | 人口    |
| ------------ | --------- | ------- |
| 黒沢台一丁目 | 459世帯   | 963人   |
| 黒沢台二丁目 | 584世帯   | 1,422人 |
| 黒沢台三丁目 | 368世帯   | 930人   |
| 黒沢台四丁目 | 467世帯   | 1,059人 |
| 黒沢台五丁目 | 503世帯   | 1,106人 |
| 計           | 2,381世帯 | 5,480人 |

### 人口の変遷
国勢調査による人口の推移
| 1995年（平成7年）  | 4,907人 | [ WEB 6 ]  |  |
| 2000年（平成12年） | 5,054人 | [ WEB 7 ]  |  |
| 2005年（平成17年） | 5,116人 | [ WEB 8 ]  |  |
| 2010年（平成22年） | 5,014人 | [ WEB 9 ]  |  |
| 2015年（平成27年） | 5,192人 | [ WEB 10 ] |  |

## 学区
市立小・中学校に通う場合、学校等は以下の通りとなる。また、公立高等学校に通う場合の学区は以下の通りとなる。なお、小・中学校は学校選択制度を導入しておらず、番毎で各学校に指定されている。
| 丁目         | 小学校                                    | 中学校                                    | 高等学校 |
| ------------ | ----------------------------------------- | ----------------------------------------- | -------- |
| 黒沢台一丁目 | 名古屋市立黒石小学校                      | 名古屋市立神沢中学校                      | 尾張学区 |
| 黒沢台二丁目 | 名古屋市立黒石小学校                      | 名古屋市立神沢中学校                      | 尾張学区 |
| 黒沢台三丁目 | 名古屋市立黒石小学校                      | 名古屋市立神沢中学校                      | 尾張学区 |
| 黒沢台四丁目 | 名古屋市立黒石小学校                      | 名古屋市立神沢中学校                      | 尾張学区 |
| 黒沢台五丁目 | 名古屋市立黒石小学校 名古屋市立徳重小学校 | 名古屋市立神沢中学校 名古屋市立扇台中学校 | 尾張学区 |

## 施設
- 西友鳴海店
- 名古屋市立黒石小学校
- 豊田通商緑体育館
- 名古屋銀行鳴海東支店

## 交通
- 国道302号（名古屋環状2号線）
- 愛知県道56号名古屋岡崎線（東海通）
- 愛知県道220号阿野名古屋線
- 名古屋第二環状自動車道 鳴海IC

## その他

### 日本郵便
- 郵便番号 : 458-0003[WEB 3]（集配局：緑郵便局[WEB 13]）。

### WEB
1. ↑  “愛知県名古屋市緑区の町丁・字一覧”.   人口統計ラボ. 2019年3月31日閲覧。
2. 1 2  “町・丁目(大字)別、年齢(10歳階級)別公簿人口(全市・区別)”.   名古屋市 (2019年3月20日). 2019年3月21日閲覧。
3. 1 2  “郵便番号”.  日本郵便. 2019年3月17日閲覧。
4. ↑  “市外局番の一覧”.   総務省. 2019年1月6日閲覧。
5. ↑  “緑区の町名一覧”.   名古屋市 (2015年10月21日). 2019年3月31日閲覧。
6. ↑  総務省統計局 (2014年3月28日). “平成7年国勢調査の調査結果(e-Stat) - 男女別人口及び世帯数 －町丁・字等”. 2019年3月23日閲覧。
7. ↑  総務省統計局 (2014年5月30日). “平成12年国勢調査の調査結果(e-Stat) - 男女別人口及び世帯数 －町丁・字等”. 2019年3月23日閲覧。
8. ↑  総務省統計局 (2014年6月27日). “平成17年国勢調査の調査結果(e-Stat) - 男女別人口及び世帯数 －町丁・字等”. 2019年3月23日閲覧。
9. ↑  総務省統計局 (2012年1月20日). “平成22年国勢調査の調査結果(e-Stat) - 男女別人口及び世帯数 －町丁・字等”. 2019年3月23日閲覧。
10. ↑  総務省統計局 (2017年1月27日). “平成27年国勢調査の調査結果(e-Stat) - 男女別人口及び世帯数 －町丁・字等”. 2019年3月23日閲覧。
11. ↑  “市立小・中学校の通学区域一覧”.   名古屋市 (2018年11月10日). 2019年1月14日閲覧。
12. ↑  “平成29年度以降の愛知県公立高等学校（全日制課程）入学者選抜における通学区域並びに群及びグループ分け案について”.   愛知県教育委員会 (2015年2月16日). 2019年1月14日閲覧。
13. ↑  “郵便番号簿 2018年度版” (PDF).   日本郵便. 2019年3月31日閲覧。

### 書籍
1. 1 2 3 4  名古屋市計画局 1992, p. 862.
2. ↑  角川日本地名大辞典」編纂委員会 1989, p. 1525.
3. ↑  名古屋市計画局 1992, p. 638.
4. ↑  名古屋市会事務局 1995, p. 55.
5. ↑  名古屋市告示第332号 平成5年11月2日付